# Thakoon Panichgul
Thakoon Panichgul (ฐากูร พานิชกุล) (Provincia di Nakhon Phanom, 1974) è uno stilista thailandese.

## Biografia
Panichgul si è trasferito negli Stati Uniti con la sua famiglia all'età di undici anni, ed è cresciuto ad Omaha, in Nebraska. Un suo abito è stato indossato dalla First lady degli Stati Uniti d'America Michelle Obama, la sera che il marito Barack Obama ha accettato la nomina a presidente nel 2008.
Dopo essersi laureato presso l'università di Boston nel 1997 in economia, si è trasferito a New York, dove prima lavora come giornalista di moda, ed in seguito si inizia ad interessare al disegno di moda. Dal 2001 al 2003 studia presso la Parsons School of Design e nel settembre 2004, produce la sua prima collezione di prêt-à-porter ottenendo una certa popolarità fra la stampa specializzata e celebrità come Rachel Bilson, Demi Moore e Sarah Jessica Parker. Nel 2007 Panichgul produce una linea di abbigliamento per The Gap dopo essere stato elogiato da Anna Wintour, direttrice di Vogue.